# Shae Marks
Christy Shae Marks (nacida el 1 de junio de 1972) es una modelo y actriz estadounidense de ascendencia cherokee, irlandesa y francesa. Fue la Playmate del Mes para la revista Playboy en mayo de 1994.

## Carrera
Shae Marks fue descubierta por un fotógrafo de Playboy a los 20 años cuando se le pidió que posara para un anuncio para World Gym en Houston, Texas. Un mes más tarde, en octubre de 1993, voló a Los Ángeles, California (donde conoció a su futuro marido en el vuelo), hizo una sesión de fotos de prueba para las páginas centrales y fue aceptada como Playmate del Mes para mayo de 1994. Durante su trabajo con Playboy, Marks era una representante de viaje para la compañía, visitando lugares como Hong Kong y Dinamarca. Después de su aparición como Playmate, Marks apareció en varias Ediciones Especiales de Playboy, incluyendo Book of Lingerie, Girls of Summer, y Voluptuous Vixens.
Más tarde, se adentró en el mundo de la interpretación, apareciendo en series de televisión como Matrimonio con hijos, Renegado, Viper, y Los vigilantes de la playa. Marks también ha aparecido en anuncios para Molson Beer, así como ha trabajado de modelo para Frederick's of Hollywood, Venus Swimwear, y otros catálogos.
Marks apareció durante trece episodio en la serie de acción de superhéroes Black Scorpion como el personaje de Babette. También ha tenido papeles menores en películas comoDay of the Warrior (1996), L.E.T.H.A.L. Ladies: Return to Savage Beach (1998), y la comedia de French Stewart Love Stinks.
Marks  hizo una aparición en el episodio en directo el 22 de enero de 1996 de WWF Monday Night Raw como la ayudante de Hunter Hearst Helmsley durante su encuentro contra Razor Ramon.

## Vida personal
Shae Marks nació en Nueva Orleans, Louisiana donde pasó la mayor parte de su infancia. Según su perfil de Playmate, fue una marimacho de pequeña. Poco después de su décimo cumpleaños, la familia de Marks se mudó a Peachtree City, Georgia, un suburbio de Atlanta. Mientras estaba en el instituto, jugó al fútbol y al tenis y estuvo involucrada con la natación y las animadoras. Después de graduarse en el McIntosh High School, comenzó a estudiar periodismo en la Universidad de West Georgia, pero más tarde lo dejó y se mudó de nuevo a Nueva Orleans.
Marks estuvo casada en 1998.

## Filmografía
- Cover Me (1995), Candy Jefferson
- Scoring (1995), Phyllis
- Day of the Warrior (1996), Tigre
- Blue Heat: The Case of the Cover Girl Murders (1997), Candy
- Playboy Real Couples Sex in Dangerous Places (1995), Ella misma
- Playboy Voluptuous Vixens (1997), Ella misma
- Playboy Gen-X Girls (1998), Ella misma
- Playboy Blondes, Brunettes, Redheads (1991), Ella misma
- L.E.T.H.A.L. Ladies: Return to Savage Beach (1998), Tigre
- Love Stinks (1999), Jasmine
- Sting of the Black Scorpion (2001), Babette

## Apariciones seleccionadas en televisión
- Los vigilantes de la playa, Chica en la torre de Logan - en el episodio "Sweet Dreams" (1995)
- High Tide - en el episodio "Thank Heaven for Little Girls" (1995)
- Matrimonio con hijos, Colleen - en el episodio "Pump Fiction" (1995)
- Matrimonio con hijos, Inga - en el episodio "The Two That Got Away" (1995)
- WWF Monday Night Raw - acompañante del ring de Hunter Hearst Helmsley (1996)
- Crímenes de seda, Marla Hess - en el episodio "Playing Doctor" (1996)
- Viper, Connie Matuszak - en el episodio "First Mob Wives Club" (1997)
- Renegado, Michelle - en el episodio "Sex, Lies and Activewear" (1997)